# 二次元コンプレックス

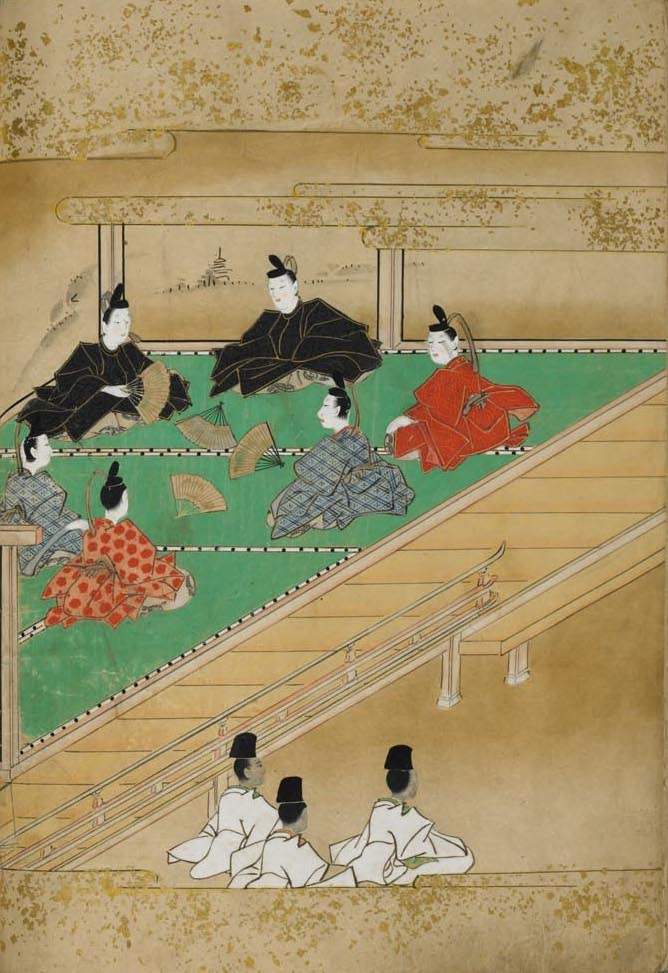
『源氏物語』の一場面を描いた絵の中の美人に一目惚れする尊良親王（後醍醐天皇第一皇子）。軍記物語『太平記』（1370年ごろ完成）を元にした絵本『新曲』（江戸時代前期）より。明星大学所蔵。

二次元コンプレックス（にじげんコンプレックス）とは、アニメ・漫画・ゲーム・小説挿絵を含む絵画等に描かれた架空の存在に対してのみ、性的感情・恋愛感情を抱く状態を指す。二次コン（にじコン）と略される。

## 概要
「二次元コンプレックス」という術語は、1970年代後半のアニメブームの後に来た1980年代初頭のロリコンブームの際に、アニメ・マンガファンダム内部でアニメの少女に対して偏愛する行為に対して、一種のジャーゴンとして使われ始めた。当初は「二次元ロリコン」「アニメ・ロリコン」とも呼ばれた。
オタクに対するネガティブなレッテルとして使われることも多かったが、現実の人間に対して性的関心を持たない人が二次元コンプレックスを自称している事例もあった。現在でも、フィクトセクシュアルの人が自分のセクシュアリティを説明するためのラベルとして使っている場合がある。

## 研究

### オタクのセクシュアリティ
二次元コンプレックスは「オタクのセクシュアリティ」として論じられてきた。二次元コンプレックスは主に男性のオタクに関するセクシュアリティとして論じられてきたが、想像上の性生活と日常における性生活の解離という特徴は、女性のオタクにも見られる。マンガ研究では、二次元の女性キャラクターを現実の女性とは異なる「疑似女性」として捉えて愛好する女性もいると指摘されてきた。しかし「オタクのセクシュアリティ」論やマンガ研究での議論は、二次元キャラクターへの欲望が対人性愛と異なるセクシュアリティだということを理論化しきれておらず、「対人性愛を自明視する社会状況への批判が欠けていた」と批判されている。

### オルタナティブな性的指向
2020年代になると、アセクシュアルに関する研究や運動の進展と呼応して、二次元キャラクターへの欲望をセクシュアリティとして扱う研究が現れるようになった。こうした研究のなかには、二次元キャラクターのみに性的魅力を感じることを「第三の性的指向」とみなす観点を提起するものもある。エリザベス・マイルズは日本での調査をもとに、「現在のアセクシュアル理論と同様、（……）二次元キャラクターへの欲望は、セックスとは何か、そして法的および社会的禁止が性的アクセスと完全な性的市民権の権利をどのように否定するのかを再考することを私たちに強いる」と論じている。
クィア理論家は、斎藤環の「多重見当識」概念を通して、二次元に対するオルタナティブな性的指向を説明している。斎藤のラカン理論に対しては、性別二元論を前提としているという批判や、生身の人間に性的に惹かれない人の存在を見落としているという批判がある。しかし『戦闘美少女の精神分析』英訳者のキース・ヴィンセントによれば、「日常生活ではまったく「ノーマル」で平凡な性生活を維持しながら、豊かで倒錯的なファンタジー生活を営む」能力としての多重見当識は、イブ・セジウィックやジュディス・バトラーの指摘と一致する点がある 。これをもとに松浦優は「性的指向を現実での「指向」と二次元での「指向」に複数化させるものとして多重見当識（multiple orientation）を位置づけることができる」と論じている。さらに松浦は、二次元の性的創作物が対人性愛中心主義や性別二元論を相対化する可能性を提示し、クィア理論的な説明をしている。

### 二次元コンプレックスの抹消
一方で、二次元コンプレックスの人々は、生身の人間との「正常」な性関係を築く能力が欠如しているとみなされることによって蔑視されることがある。他方で、二次元キャラクターと生身（三次元）の人間との差異が重要でないとみなされることによって、実質的に存在を否定されることもある。
二次元コンプレックスを周縁化する規範は、対人性愛中心主義と呼ばれている。これはフィクトセクシュアルの人々の間で草の根的に使われるようになった概念であり、生身の人間に対して性的に惹かれることが規範的なセクシュアリティとされることを表す用語である。対人性愛中心主義はアセクシュアルを周縁化する強制的性愛とも重なるものであり、二次元コンプレックスもアセクシュアルと同じ仕方で周縁化されると指摘されている。
フィクトセクシュアルに関する質的調査からは、かれらが強制的性愛や対人性愛中心主義に対抗するオルタナティブな視点を提起していると指摘されている。対人性愛中心主義は、強制的性愛だけでなく異性愛規範や性別二元論とも結びついているため、対人性愛中心主義批判はフェミニストやLGBTQとの連帯を志向している。

## 法的・倫理的論争における差別
二次元の未成年キャラクターを性的に描いた作品を「児童ポルノ」とみなす非難や、二次元の女性キャラクターを性的に描いた作品が現実の女性を性的対象化するという非難があるが、そのような非難は対人性愛中心主義を前提にしていると指摘されている。対人性愛中心主義批判は、二次元の性的創作物を「児童ポルノ」や「女性の性的対象化」とみなす非難に反論しつつ、同時にレイプカルチャーを批判するものでもある。
わいせつ規制の議論においても、「空想的表現物について現実の人の性器・性行為の公然化と同じ論理で「わいせつ」物として規制を行うことは、二次元の性的表現を無条件に現実の生身の身体の表象とみなし、二次元の性的表現が現実の人との性交欲を興奮又は刺激せしめるものと解釈することを意味」するため、二次元コンプレックスの存在を抹消することになると批判されている。
二次元コンプレックスの人々にとって、二次元の性的創作物の規制は、単に表現の自由の問題である以上に、性的アクセスやセクシュアル・ライツの問題だと指摘されている。

## 二次元コンプレックスを扱った作品

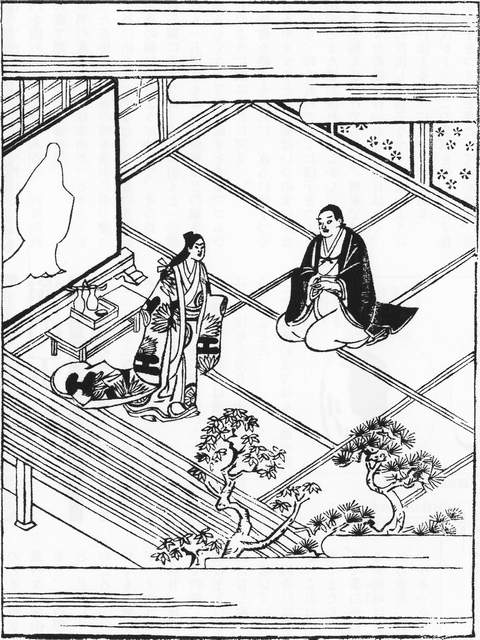
青木鷺水『御伽百物語』より「絵の婦人に契る」

- 『太平記』 - 南北朝時代、1370年ごろに完成した軍記物語。詳細は御匣殿 (西園寺公顕女)を参照。
- 『押絵と旅する男』 - 江戸川乱歩の短編小説。『新青年』1929年6月号初出。
- 『衝立の乙女』 - 小泉八雲の短編小説。原題"The Screen-Maiden"。原典は白梅園鷺水こと青木鷺水の『御伽百物語』（1706年）巻四「絵の婦人に契る」。さらにその原典は、陶宗儀編『輟畊録』（てっこうろく、日本では1652年（承応元年）刊行）巻十一「鬼室」に遡る。
- 『宇治の柴舟』 - 桂文屋の作といわれる落語。 -
- 「るんは風の中」 - 手塚治虫の漫画作品。1979年、月刊少年ジャンプ掲載。タイガーブックス4巻所収。
- 2.5次元の誘惑 - 橋本悠の漫画作品。

## 「二次コン」の名を冠する催事・団体
- 「Nijikon」と呼ばれるアニメ・コスプレをはじめとする日本文化・ポップカルチャーイベントがルーマニアで行われている[27][28][29]。